# Andrzej Herder
Andrzej Herder (ur. 31 sierpnia 1937 w Warszawie, zm. 21 maja 2002 w Łodzi) – polski aktor filmowy i teatralny.

## Życiorys
Absolwent (1960) Wydziału Aktorskiego Państwowej Wyższej Szkole Filmowej, Telewizyjnej i Teatralnej im. Leona Schillera w Łodzi. Debiutował w teatrze 23 października 1960 roku. Był aktorem teatrów łódzkich: Siódma Piętnaście (1960–1965) oraz Jaracza (1965–1996).
Odznaczony został Honorową Odznaką Miasta Łodzi (1974), Srebrnym Krzyżem Zasługi (1979), odznaką Zasłużony Działacz Kultury (1983) oraz Krzyżem Kawalerskim Orderu Odrodzenia Polski (1989).
Pochowany został na łódzkim cmentarzu Zarzew.

## Wybrana filmografia
- 1958: Orzeł – podporucznik Morawski
- 1960: Zezowate szczęście
- 1963: Gdzie jest generał... – szeregowy Mikułko
- 1964: Spotkanie ze szpiegiem – zmiennik Zygmunta
- 1966: Z przygodą na ty – nauczyciel
- 1967: Stawka większa niż życie – Kurt, ordynans Klossa
- 1969: Jak rozpętałem drugą wojnę światową – gestapowiec Hans
- 1969–1970: Czterej pancerni i pies – chorąży z żandarmerii
- 1971: Nie lubię poniedziałku – milicjant, tata Jacka
- 1976: Daleko od szosy – pacjent w gabinecie dentystycznym matki Ani (odc. 5)
- 1978: Rodzina Leśniewskich – aktor (odc. 3)
- 1980: Kariera Nikodema Dyzmy – inspektor policji
- 1981: Najdłuższa wojna nowoczesnej Europy – przysłuchujący się obradom parlamentu wraz z Bismarckiem
- 1981: Jan Serce – Wiktor Ostalczyk
- 1988–1991: Pogranicze w ogniu – Witold Adamski, ojciec Czarka
- 1990: W piątą stronę świata
- 1992: Dziewczyna z Mazur – dziennikarz
- 1993: Wiosenne szachrajstwa – tata Darka
- 1996: Zaproszenie na egzekucję – bibliotekarz
- 2001: Reich

Polski dubbing
- 1969: David Copperfield